# آتنا (کشتی‌گیر)
آتنا (انگلیسی: Athena؛ زادهٔ ۳۱ اوت ۱۹۸۸) کشتی‌گیر کشتی حرفه‌ای اهل ایالات متحده آمریکا است.